# Tarnówka (Mazovie)
Pour les articles homonymes, voir Tarnówka.
Tarnówka (prononciation : [tarˈnufka]) est un village polonais de la gmina de Tarczyn dans le powiat de Piaseczno de la voïvodie de Mazovie dans le centre-est de la Pologne.
Il se situe à environ 8 kilomètres à l'ouest de Tarczyn (siège de la gmina), 23 kilomètres au sud-ouest de Piaseczno (siège du powiat) et à 34 kilomètres au sud-ouest de Varsovie (capitale de la Pologne).

## Histoire
De 1975 à 1998, le village appartenait administrativement à la voïvodie de Varsovie.